# Tajmyrön

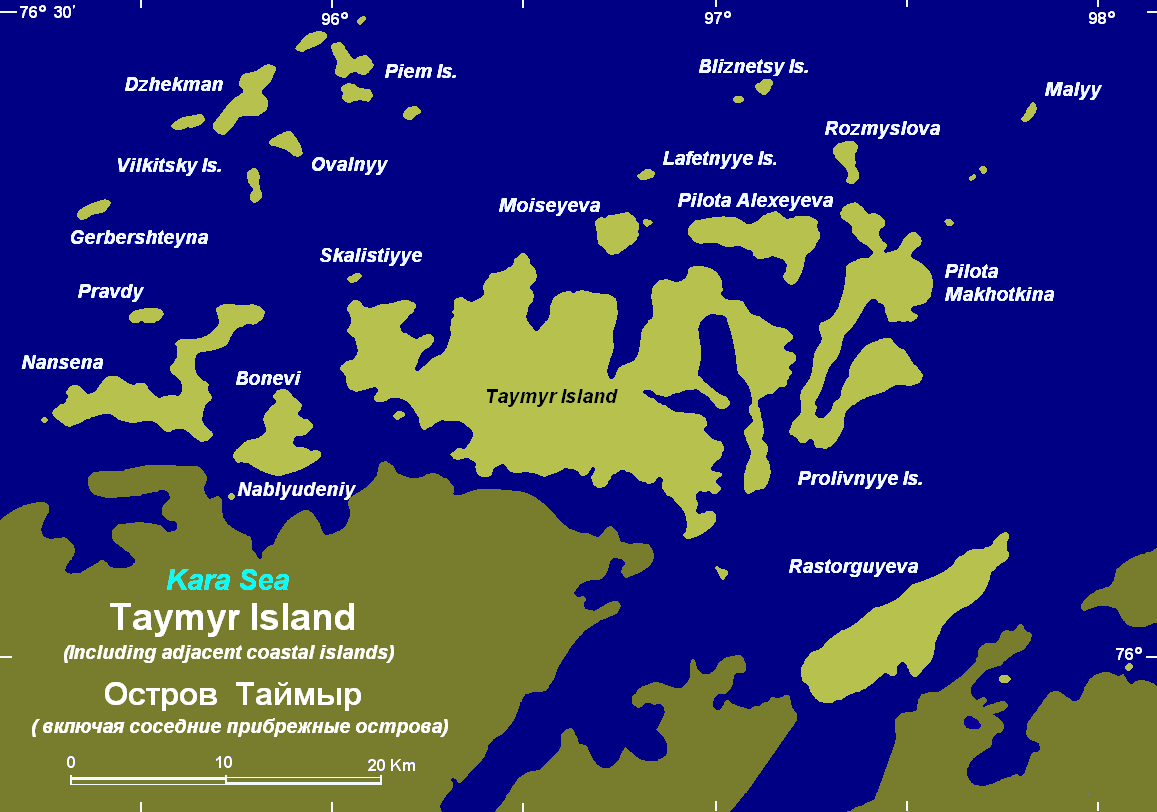
Tajmyrön och omgivande öar.

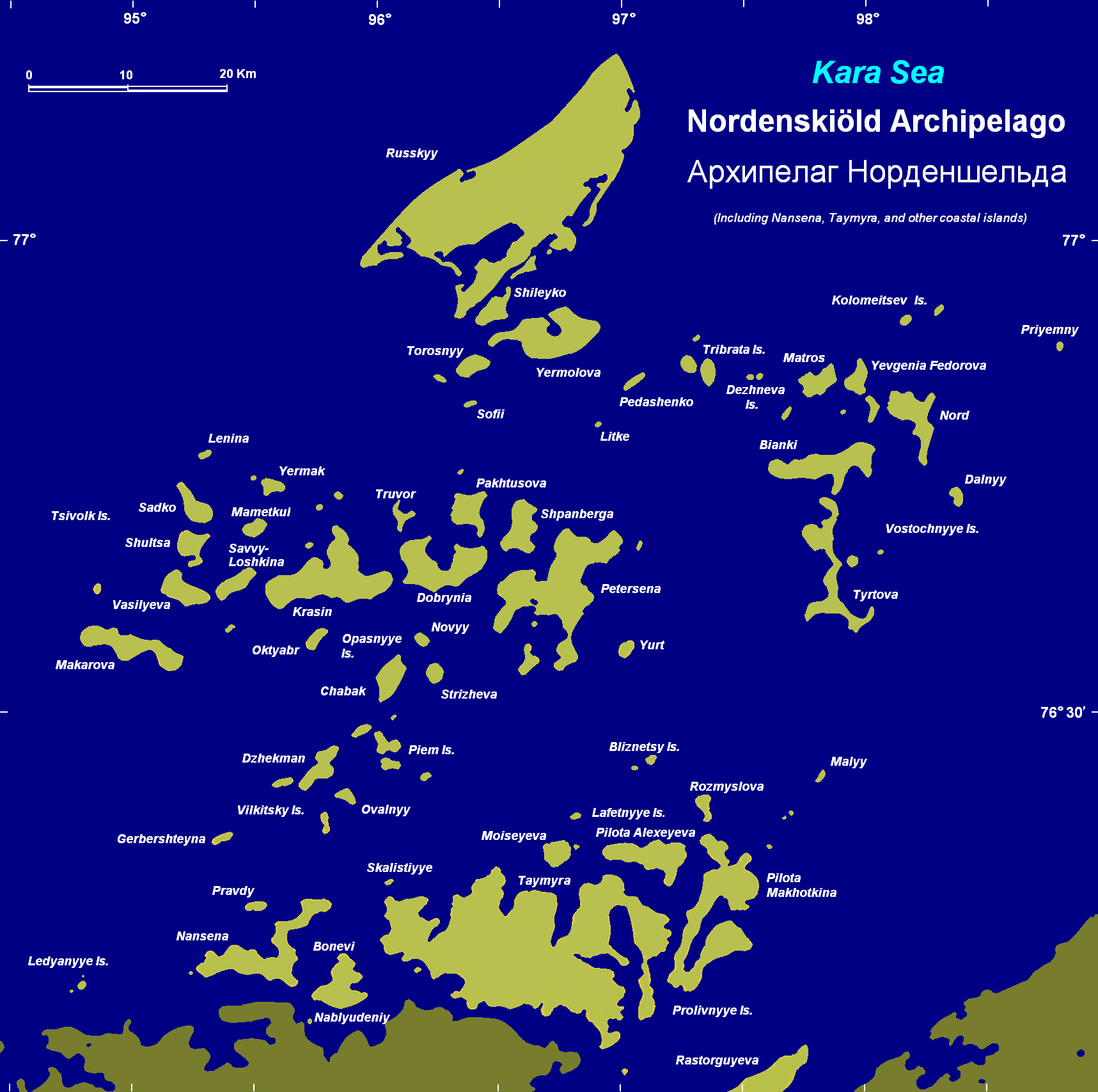
Nordenskiöldöarna med Tajmyrön som den större ön i söder, närmast fastlandet (Tajmyrhalvön).

Tajmyrön (ryska: Остров Таймыр, Ostrov Taymyr) är en ö i Norra ishavet. Den 350 kvadratkilometer stora ön ligger norr om Tajmyrhalvön och i anslutning till Nordenskiöldöarna.

## Geografi
Tajmyrön ligger cirka 3 300 km nordöst om Moskva utanför Sibiriens nordöstra kust norr om Tajmyrhalvön i Karahavet och söder om Nordenskiöldöarna. Ön kopplas ibland med den angränsande Nordenskiöldöarna (som sträcker sig norröver).
Ön har en area om cirka 350 km² med en längd på cirka 37 km och cirka 18,5 km bred. Den består av skiffer och sandsten och öns vegetation består av småträd och låga växter då den ligger inom tundran. Den högsta höjden är berget Negri cirka 235 m ö.h.
De största kringliggande öarna är:
- Pilota Machotkinaön (остров Пилота Махоткина, Ostrov Pilota Machotkina)
- Nansenön (остров Нансена, Ostrov Nansena)
- Aleksejevön (остров Пилота Алексеева, Ostrov Pilota Aleksejeva )
- Boneviön (остров Боневи, Ostrov Bonevi)
- Moisejevön (остров Моисеева, Ostrov Moisejeva)
- Prolivnyjeöarna (Проливные острова, Ostrova Prolivnyje)
- Lafetnyjeöarna (Лафетные острова, Ostrova Lafetnyje)

Mellan fastlandet och ön ligger det cirka 3 km breda sundet Proliv Taymyrskij.
Förvaltningsmässigt ingår området i den ryska provinsen (kraj) Krasnojarsk kraj.

## Historia
Tajmyrön upptäcktes i september 1878 av svenske Adolf Erik Nordenskiöld, då denne seglade igenom området under Vegaexpeditionen med fartyget Vega.
Under 1900-talet genomfördes även flera forskningsresor med hjälp av isbrytare i området.
Den 11 maj 1993 inrättades det 41 692 km² stora naturreservatet Bolsjoj Arktitjeskij gosudarstvennyj prirodnyj zapovednik (Stora arktiska naturreservatet) där hela ön ingår.